# دعونا نفعل ذلك! أرمينيا
 دعونا نفعل ذلك!أرمينيا (بالإنجليزية: Let's do it Armenia)‏ حركة بيئية دولية عالمية تأسست في عام 2012 ، في الفترة من 24 مارس وحتى 25 سبتمبر، استهدفت الحركة تنفيذ مبادرة التطوع الأرمينية «أرمينيا بدون قمامة» والتي شملت عددًا من الأنشطة منها أنشطة تعليمية وإعلامية حول فرز النفايات وإعادة تدويرها خلال الحملة.

## المشاركة
تم الترحيب بجميع الأفراد والمنظمات الذين يشعرون بالقلق إزاء المشاكل البيئية لأرمينيا والذين يمكنهم المساهمة على أساس طوعي في إطار الحركة للمشاركة في هذه الحملة. ودعوا الجميع (أفراد، منظمات بيئية، شبابية ومنظمات أخرى، مدارس، مؤسسات التعليم العالي) للانضمام إلى الحركة والتنسيق والقيام بأنشطة التنظيف في أماكنهم المفضلة.

## أرمينيا بدون قمامة
دعونا نفعل ذلك! كانت أرمينيا توحد وتنفذ أكبر عملية تطهير وتنظيف في أرمينيا تحت شعار «أرمينيا بدون قمامة» في 15 سبتمبر 2012.
تهدف المبادرة إلى توحيد قوة الجميع من أجل تنقية طبيعة أرمينيا ومواقعها التاريخية والثقافية من النفايات في يوم واحد مع الجهود المشتركة. من أجل رفع مستوى الوعي في المجتمع، وأيضًا لتنظيم أنشطة تعليمية وإعلامية حول فرز النفايات وإعادة تدويرها خلال الحملة.